# 楊偲泳
楊偲泳（英語：Renci Yeung，1993年11月6日—），前香港now TV及ViuTV經理人合約藝人，亦是香港排球乙組聯賽球隊匯青的球員。

## 簡歷
楊偲泳在2005年畢業於筲箕灣官立小學上午校。就讀小五時曾獲得「東區學校模範生及進步生」的獎項，後在2010年畢業於嶺南中學。楊偲泳在初中時因一套關於沙灘排球的電視劇而加入排球校隊，就讀中一時（2006年至2007年）與校隊成員奪得「香港學界體育聯會學界排球賽」女子甲組亞軍 。她於2015年演出歌手王灝兒《矛盾一生》MV中的女主角，漸為大眾留意。於2016年加入ViuTV拍攝節目，比較知名的演出包括有《SE7EN》系列、《藝術進行中》、《小城光影》等等。2016年11月27號，因拍攝《SE7EN》第二輯節目而參加Red Bull Flugtag飛行比賽，比賽當日懷疑飛行器落水時受驚或腦震盪導致短暫失憶，一度需送院檢查。
2020年8月，楊偲泳與ViuTV結束合約，轉投古天樂創立之燊天娛樂。

## 感情生活
2017年，楊偲泳接受訪問時公開徵求男友。而於訪問過後，她被譽為最佳女友。亦曾揚言將來的另一半必須同樣是喜歡周星馳的電影迷。
2019年初，楊偲泳被傳與張振朗相戀，同年8月張振朗接受電台訪問時承認楊偲泳為其女友。

## 演出作品

### 電影
| 首播   | 戲名                                       | 角色              | 票房(港幣)   |
| 2017年 | 常在你左右                                 | 自殺中學生        | $4,226,606   |
| 2017年 | 《碌卡大導》新春賀歲片《車房‧耶穌‧師傅仔》 | 跳海女            |              |
| 2019年 | 催眠·裁決                                  | 林子瑩            | $5,710,116   |
| 2021年 | 不日成婚                                   | Jessica           | $5,862,075   |
| 2021年 | 喜歡妳是妳                                 | 李芯悅            | $2,451,777   |
| 2023年 | 毒舌大狀                                   | 方家軍            | $114,200,000 |
| 2023年 | 我們的十八歲                               | 李羨英            |              |
| 2023年 | 不日成婚2                                  | Jessica           |              |
| 2023年 | 金手指                                     | 劉詠：劉啟源女兒  |              |
| 2024年 | 飯戲攻心2                                  | Lucy              |              |
| 2025年 | 祥賭必贏                                   | 小晴              |              |
| 2025年 | 搗破法蘭克                                 | 陳穎詩（Chelsea） |              |
| 2025年 | 私家偵探                                   | Betty             |              |
| 2025年 | 惡行之外                                   | 叮噹              |              |

### 電視劇(ViuTV／Viu)
| 首播   | 劇名         | 角色                                                                                                   |
| 2016年 | 三一如三     | 李舜希(第17集)                                                                                         |
| 2017年 | 詭探         | 羅家欣                                                                                                 |
| 2018年 | 身後事務所   | 張穎                                                                                                   |
| 2018年 | 假若愛有期限 | 娑婆婆                                                                                                 |
| 2019年 | 黑市         | 善(第4集-嚇親萬里通)                                                                                   |
| 2019年 | 理想國       | 第3集:《後美好時代》-甄真 第8集:《機器人三原則》-甄真 第9集:《BFGF》-楊雪兒 第10集:《堅尼地公審》-甄真 |
| 2020年 | 歎息橋       | 何樂兒                                                                                                 |
| 2020年 | 暖男爸爸     | Wing                                                                                                   |
| 2020年 | 男排女將     | Choco                                                                                                  |
| 2023年 | 轉角浣紗街   | Joyce                                                                                                  |

### MV
| 年份   | 歌手          | 歌名               |
| 2014年 | 許志安        | 流淚行勝利道       |
| 2015年 | N-SONIC       | I Miss You         |
| 2015年 | 王灝兒        | 矛盾一生           |
| 2016年 | 王灝兒        | 多少年             |
| 2016年 | 吳業坤        | 第一次告別         |
| 2017年 | 李克勤        | C3PO               |
| 2017年 | 王灝兒 吳業坤 | 原來只因深愛著     |
| 2017年 | 鄭融          | I'll be with you   |
| 2017年 | 鄭融          | 心頭大石           |
| 2018年 | 李幸倪        | 很堅強             |
| 2018年 | RubberBand    | 你會有一天學會面對 |
| 2020年 | 方皓玟        | All We Have Is Now |
| 2020年 | 陳柏宇        | 哪個明日           |
| 2023年 | Nowhere Boys  | 票房毒藥           |
| 2024年 | 呂爵安        | 油麻地莎士比亞     |

## 綜藝節目
| 年份   | 節目名         | 備注               |
| 2016年 | SE7EN          | 主持               |
| 2016年 | 理想職業       | 第20集-花藝師      |
| 2016年 | 藝術進行中     | 主持               |
| 2016年 | 小城光影       | 主持(第1-4集)—臺南 |
| 2017年 | SE7EN 2        | 主持               |
| 2017年 | 404之異國二域  | 主持               |
| 2017年 | 泰國72小時     | 主持               |
| 2020年 | 鼠年行運要點相 | 第2集-行運要點香   |
| 2020年 | 有酒今晚吹     | 第25集-粉紅葡萄酒  |

## 香港電台
| 年份   | 電臺節目      | 備注                |
| 2016年 | 那些年 那些歌 | 王菲篇              |
| 2016年 | 快樂從心開始  | 安全感篇 社交逃犯篇 |
| 2016年 | 也文也武      | 主持                |

## 獎項紀錄
| 年份   | 頒獎典禮             | 獎項       | 作品     | 角色   | 結果 |
| ------ | -------------------- | ---------- | -------- | ------ | ---- |
| 2024年 | 第42屆香港電影金像獎 | 最佳女配角 | 毒舌大狀 | 方家軍 | 提名 |

## 資料來源
1. ↑  . 香港蘋果日報. 2016年5月9日  [2017年1月31日]. （原始内容存档于2017年10月12日）.
2. ↑  . HK01. 2016年10月11日.
3. 1 2 3  . 體路. 2017年12月5日  [2018年4月21日]. （原始内容存档于2021年1月16日）.
4. ↑  . 筲箕灣官立小學: 22. 2004年  [2021-08-20].
5. ↑   (PDF).   [2018-04-21]. （原始内容 (PDF)存档于2018-04-21）.
6. ↑  . 太陽日報. 2016年1月15日  [2017年1月31日]. （原始内容存档于2017年8月15日）.
7. ↑  . HK01.[永久]
8. ↑  . 明報. 2016年11月28日  [2017年2月1日]. （原始内容存档于2018年6月21日）.
9. ↑  .   [2021-08-09]. （原始内容存档于2020-10-29）.
10. ↑  .   [2017-12-30]. （原始内容存档于2018-07-11）.
11. ↑  .   [2018-09-27]. （原始内容存档于2018-11-18）.
12. ↑  .   [2019-08-13]. （原始内容存档于2021-08-06）.
13. ↑   (PDF) (新闻稿). ViuTV. 2017-01-27  [2017-06-07]. （原始内容存档 (PDF)于2018-09-19）.
14. ↑  作者. . 晴報. 2017年5月29日  [2017年6月3日] （中文）.
15. ↑  作者. . 蘋果日報 (香港). 2017年5月29日  [2017年6月3日]. （原始内容存档于2017年10月2日） （中文）.
16. ↑  . 東方新地. 2020-12-16  [2020-12-20]. （原始内容存档于2021-02-01）.
17. ↑  . 新Monday. 2016年5月9日  [2017年2月1日]. （原始内容存档于2017年1月4日）.
18. ↑  . 蘋果日報 (香港). 2016-05-10  [2017-06-07]. （原始内容存档于2016-05-17）.
19. ↑  . 蘋果日報 (香港). 2017-04-27  [2017-06-07].
20. ↑  黃梓恒. . 香港01. 2017-05-18  [2017-06-07].
21. ↑  . 香港電台Youtube. 2015年7月1日  [2017年2月1日]. （原始内容存档于2017年2月9日）.
22. ↑  . 香港電台. 2016年5月23日  [2021-08-09]. （原始内容存档于2016-08-01）.
23. ↑  . 香港電台. 2016年6月6日.
24. ↑  . 香港電台.   [2021-08-09]. （原始内容存档于2017-03-04）.

## 外部連結
- 楊偲泳的Facebook專頁
- 楊偲泳的Instagram帳戶
- 楊偲泳在香港影庫上的簡介